# Kreuzworträtselmord

Eines der teilweise ausgefüllten Kreuzworträtsel

Der Kreuzworträtselmord, auch Kreuzworträtselfall genannt, war einer der bekanntesten Fälle in der Kriminalgeschichte der DDR. Er wurde durch Schriftvergleichung aufgeklärt.

## Verbrechen
Am 15. Januar 1981 verschwand in Halle-Neustadt, einer Stadt mit 90.000 Einwohnern, der siebenjährige Lars Bense auf dem Weg zu einer Nachmittagsvorstellung im nahegelegenen Kino spurlos. Es wurde sofort eine Suchaktion eingeleitet, die ohne Erfolg blieb. Zwei Wochen später fand der damals neunzehnjährige Streckenläufer Uwe Theuerkorn an der Bahnstrecke Halle–Leipzig (bei Streckenkilometer 107,4) einen älteren Reisekoffer, der anscheinend aus einem fahrenden Zug geworfen worden war. Beim Öffnen des Koffers entdeckte er die in einer Plastiktüte verpackte Leiche des Jungen, außerdem befanden sich im Inneren noch einige alte Zeitungen mit ausgefüllten Kreuzworträtseln. Die Obduktion ergab, dass der Junge sexuell missbraucht und mit einem stumpfen Gegenstand erschlagen worden war; die Leiche wies außerdem mehrere Einstichwunden im Oberkörper auf.

## Ermittlungen und Aufklärung
Da laut Meinung von Experten weitere Morde des Täters zu erwarten waren, wurde den ermittelnden Behörden hauptsächlich von der in der DDR herrschenden SED eine rasche Aufklärung des Verbrechens abverlangt. Da der Eigentümer des Koffers, bei dem es sich um ein älteres Massenprodukt aus Hartpappe handelte, durch dessen öffentliche Ausstellung nicht zu ermitteln war, und auch die Herkunft der Plastiktüte, die Verpackung einer tausendfach verkauften Bettdecke, nicht zurückverfolgt werden konnte, blieben die ausgefüllten Kreuzworträtsel als einzige erfolgversprechende Spur. Die Schriftmerkmale wiesen auf eine Frau mittleren Alters als Urheberin hin. In der Folge kam es zu einer in der Geschichte der Kriminalistik einzigartigen Aktion. Es wurde damit begonnen, systematisch von allen Bewohnern Halle-Neustadts Schriftproben (in der Fachsprache der Volkspolizei als „individuelle Schreibleistungen“ bezeichnet) einzuholen. Polizisten erbaten bei Hausbesuchen Schriftproben, Akten der Sozialversicherung und der Meldestellen wurden durchsucht und außerdem wiederholt Altpapiersammlungen durchgeführt und die Zeitungen darin nach ausgefüllten Kreuzworträtseln durchgesehen, um bei positivem Ergebnis der Schriftvergleichung das mutmaßliche Wohngebiet des Schrifturhebers besser eingrenzen zu können.
Siegfried Schwarz, von 1976 bis 1983 Chef der Morduntersuchungskommission bei der Bezirksbehörde der Deutschen Volkspolizei (BDVP) in Halle, leitete die Untersuchung. Sein Stellvertreter, Manfred Löser, führte die unmittelbaren Ermittlungen. Aufgrund der Bedeutung des Falles wurde eine erweiterte Morduntersuchungskommission gebildet, zu der Oberleutnant Adolf Döling vom Volkspolizeikreisamt Halle abgeordnet wurde. Seine Aufgabe bestand darin, die gesammelten Schreibleistungen zu erfassen und an die Schriftsachverständigen unter der Leitung von Werner Brettschneider weiterzuleiten. Im Zuge der umfangreichen Ermittlungen wurden auch andere Delikte (Unterschlagungen usw.) bekannt. Gemäß der Weisung des Chefs der BDVP, General Schröder, konzentrierte sich Schwarz ausschließlich auf den Mord.
Trotz intensiver Untersuchung der zur Verfügung stehenden Schriftproben verstrichen neun Monate ergebnislos, obwohl zwischenzeitlich auch versucht worden war, über ein Preisausschreiben in der regionalen Tageszeitung Freiheit (dessen Lösungswörter in den Kreuzworträtseln vorkamen) an weitere „Schreibleistungen“ zu gelangen. Da bis Oktober zudem nur rund ein Viertel der Einwohner Halle-Neustadts eine Schriftprobe abgelegt hatten, versuchte man die Ermittlungen mit einem auszufüllenden Kreuzworträtselvordruck zu beschleunigen. Die Einsendungen wurden für jeden Wohnblock einzeln eingesammelt und ausgewertet. Von abwesenden Personen wurden durch die örtliche Polizei Schriftproben eingeholt, so auch bei einer Bewohnerin des Blockes 398 (heute: Lipizzanerweg/Rennbahnring), die zu dieser Zeit als Saisonkraft an der Ostsee arbeitete. Ihre Schriftprobe war identisch mit den Kreuzworträtseln im Koffer – die entscheidende Spur nach neunmonatiger Ermittlungsarbeit. In einem Gespräch mit der Frau und ihrer Tochter ergaben sich weitere Hinweise auf den möglichen Täter: Matthias S., der Freund der Tochter, entsprach dem Profil des mutmaßlichen Täters. Am 17. November 1981 wurde er an seiner Arbeitsstätte in Friedrichroda verhaftet und nach Halle (Saale) gebracht.
Bei der umgehend eingeleiteten Vernehmung gestand Matthias S. die Tat. Er gab an, dass er den Jungen am Nachmittag des besagten Tages vor dem Kino angesprochen, unter einem Vorwand in die Wohnung der Mutter seiner Freundin gelockt und ihn dort missbraucht hatte. Aus Angst, von dem Siebenjährigen verraten zu werden, erschlug er den Jungen zunächst mit einem Hammer und stach anschließend mehrfach auf ihn ein. Die Leiche verpackte er in den Koffer der Mutter und bestieg einen Zug nach Leipzig. Während der Fahrt warf er den Koffer aus einem Zugfenster.
Insgesamt wurden 551.198 Schriftproben ausgewertet. Dieser immense Aufwand der Ermittler machte den Fall in der Kriminalgeschichte der DDR beispiellos. Der Fahndungserfolg selbst wurde nur in einer knappen Meldung in der Halleschen Tageszeitung Freiheit veröffentlicht.

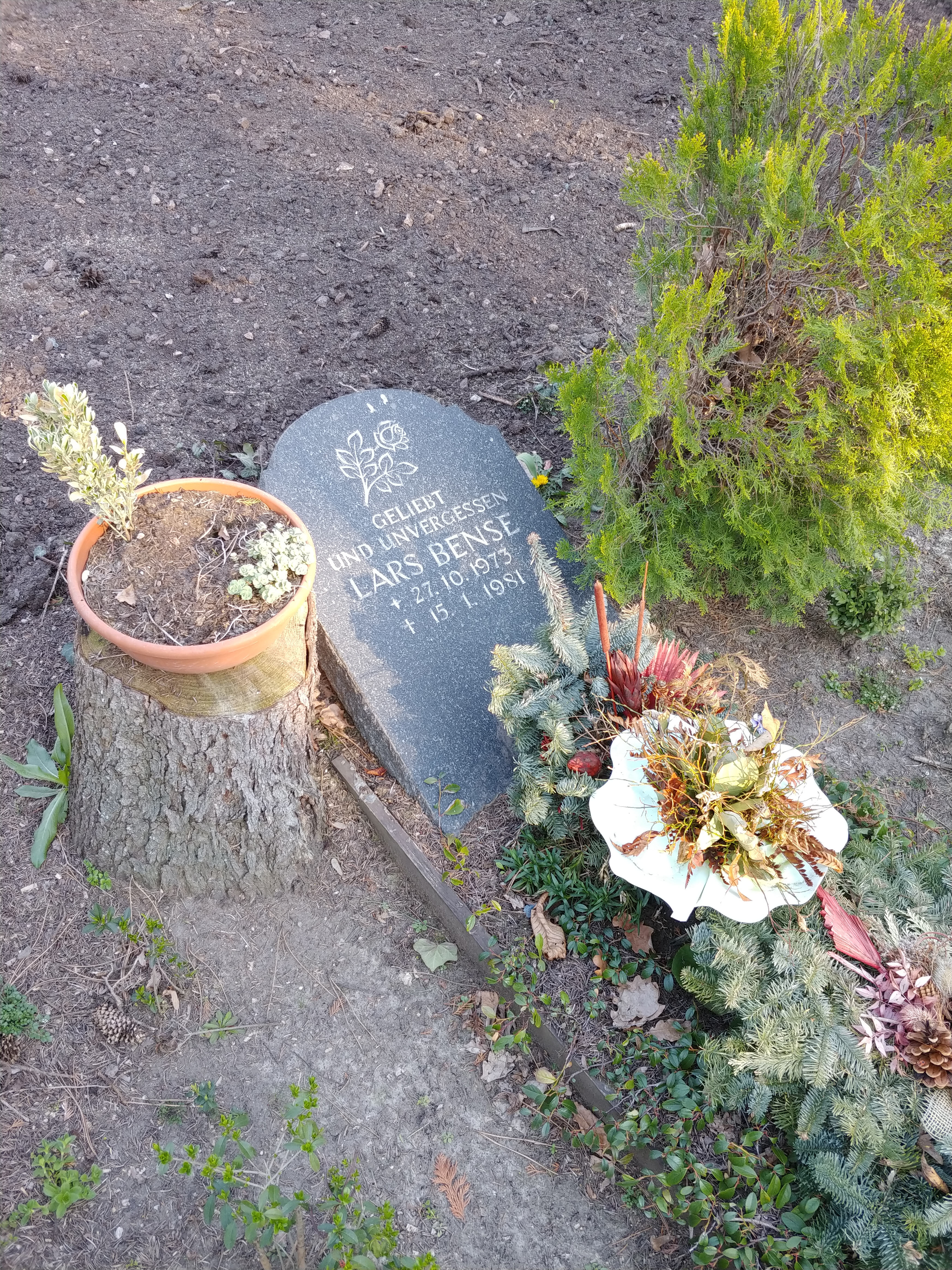
Grabstelle des Opfers Lars Bense auf dem hallischen Nordfriedhof

## Der Täter
Im Sommer 1982 wurde der Prozess gegen Matthias S. eröffnet. Die Anklage lautete auf Mord in Tateinheit mit sexuellem Missbrauch. Im Prozess sagte er aus, dass er seit einem traumatischen Kindheitserlebnis immer wieder Tötungsfantasien hatte, zudem wurde eine gestörte Sexualität offenbar. Das Bezirksgericht Halle folgte dem Antrag der Staatsanwaltschaft und verurteilte ihn zu einer lebenslangen Freiheitsstrafe mit gleichzeitiger Aberkennung der bürgerlichen Ehrenrechte.
Nach der Wiedervereinigung beantragte die Staatsanwaltschaft 1991 die Wiederaufnahme des Verfahrens, da der Mörder zur Tatzeit erst 18 Jahre alt war und damit in der Bundesrepublik die Anwendung des Jugendstrafrechts möglich gewesen wäre. Das neue Urteil vom 20. Mai 1992 lautete wegen Mordes zwar erneut auf Höchststrafe, die jetzt allerdings nur noch zehn Jahre Jugendstrafe mit anschließender Einweisung in den Maßregelvollzug nach sich zog. Die Einweisung erfolgte laut dem zuständigen Oberstaatsanwalt, um mit einiger Gewissheit weitere Morde auszuschließen.
Der Täter war bis 1996 im Landeskrankenhaus für Forensische Psychiatrie Uchtspringe untergebracht und lebte anschließend drei Jahre in einem Projekt für betreutes Wohnen. Im Jahre 1999 wurde er endgültig entlassen und zog Presseberichten zufolge nach Thüringen. Tatsächlich lebte er mit seiner Frau und deren Sohn aus einer früheren Beziehung in Magdeburg. Dort verstarb er am 15. Januar 2013 im Alter von 50 Jahren nach einer schweren Krankheit und wurde am 2. Februar 2013 auf dem Magdeburger Westfriedhof beigesetzt.

## Schicksale der Angehörigen
Obwohl die Ermittler bemüht waren, sich zum Täter bedeckt zu halten und seinen Namen unerwähnt zu lassen, sprach sich die Identität des Mörders schnell herum. Um seine Eltern aus dem Blickpunkt der Öffentlichkeit zu nehmen, wurde ihnen eine neue Wohnung in einer anderen Stadt zugewiesen, zusätzlich bekamen sie neue Arbeitsplätze. Der Vater des Täters konnte die Tat seines Sohnes nicht verarbeiten; er starb einige Jahre später durch Suizid. Der Vater des Opfers war schon vor dem Mord alkoholkrank. Er starb am 15. Januar 1994.

## Nachgeschichte
Der Fall und die Aufklärung wurden im Buch Der Kreuzworträtselmord und andere Kriminalfälle aus der DDR von Hans Girod geschildert. Der Fall diente 1988 auch als Vorlage einer Folge der Krimiserie Polizeiruf 110 mit dem Titel Der Kreuzworträtselfall. Außerdem verfasste Kai Meyer 1993 das Buch Der Kreuzworträtselmörder, in dem er den Fall genau rekonstruierte.
Im Februar 2013 wurde durch die Staatsanwaltschaft Halle (Saale) ein Ermittlungsverfahren wegen Mordes gegen die damalige Freundin des Täters eingeleitet. Anlass hierfür gaben einzelne Schilderungen in dem von ihr verfassten Roman Der Kreuzworträtselmord. Die wahre Geschichte, die von Aussagen während ihrer damaligen Vernehmung abweichen. Die Staatsanwaltschaft prüfte daher eine mögliche Mittäterschaft oder Beihilfe.
Die Lektoratsleiterin des Sutton Verlags stellte allerdings dar: „Die Geschichte ist reine Fiktion und kein Geständnis.“ Darüber hinaus sei dem Buch auch der Hinweis vorangestellt, dass es sich um einen Roman handele und die Handlung zwar auf tatsächlichen Ereignissen basiere, „im Übrigen aber frei erfunden“ sei.
Die Ermittlungen wurden im April 2014 mangels Beweises wieder eingestellt, da die damalige Freundin des Täters angab, dass diese Schilderungen reine Erfindungen der Spannung wegen gewesen seien und sich dies nicht widerlegen ließ, zumal der Täter gestorben ist.

## Bedeutung
Der Fall gilt als der Kriminalfall mit der weltweit umfassendsten Auswertung von Schriftproben (551.198). Wenn sich jemand weigerte, eine Schriftprobe freiwillig abzugeben, wurde diese mitunter konspirativ beschafft. Aufgrund der besonderen Dringlichkeit wurden die Ermittlungen maßgeblich von den Mitarbeitern der Bezirksverwaltung und Kreisdienststelle Halle des Ministeriums für Staatssicherheit unterstützt.
Ein derart umfassendes polizeiliches Vorgehen wäre unter rechtsstaatlichen Gesichtspunkten in der Bundesrepublik Deutschland nicht zulässig gewesen. In der Operation Mikado wurden 2006 jedoch sämtliche 22 Millionen deutsche Kreditkarten verdeckt auf einen bestimmten Betrag hin untersucht.